# 韋塞萊 (沃茲涅先斯克區)
47°23′52″N 31°0′39″E / 47.39778°N 31.01083°E
韋塞萊（烏克蘭語：Веселе）是烏克蘭南部的村莊，由尼古拉耶夫州沃茲涅先斯克區的莫斯托韋市鎮負責管轄。該村面積0.2平方公里，海拔高度20米，2001年人口17，人口密度每平方公里85人。